# Забаб'є (зупинний пункт)
Забаб'є (біл. Забаб’е) — пасажирський залізничний зупинний пункт Гомельського відділення Білоруської залізниці на електрифікованій лінії Гомель — Жлобин між зупинним пунктом Шарибівка та станцією Салтанівка. Розташований в однойменному селі Забаб'є Буда-Кошельовського району Гомельської області.